# Lifewire
Lifewire是Dotdash旗下的一个信息科技資訊网站，于2016年10月正式推出。該網站一经推出就是美国排名前15位的科技网站 。2017年它是美國排名前10位的科技資訊网站，每月訪問網站的美国独立用户达到600万。截至2020年10月，它在Alexa Internet的全球网站排名为1676。 